# Gugol
Gúgol (angleško googol) je število {\displaystyle 10^{100}\,\!}, se pravi število, zapisano s števko 1, ki ji sledi sto ničel. Izraz je leta 1938 skoval devetletni Milton Sirotta, nečak ameriškega matematika Edwarda Kasnerja. Število gugol v matematiki ni posebej pomembno, niti nima posebne rabe. Kasner ga je v knjigi Mathematics and the Imagination uporabil za ilustracijo razlike med nepredstavljivo velikim številom in neskončnostjo, za kar ga včasih še vedno uporabijo pri poučevanju matematike.
Ameriški spletni iskalnik Google (izgovori gúgl) je svoje ime dobil kot parodijo na gugol; nekateri pravijo, da je bila ta parodija sprva prava pravopisna napaka. Pa tudi domena googol.com je bila tedaj že zasedena.
To število predstavlja največjo številčno vrednost, ki je zaznamovana z imenom; z izjemo: 10gúgol, tj. 10 »na« gúgol, ki se imenuje tudi gugolpleks.
Gugol je »približno« enak 70!. V dvojiškem sistemu bi zasedal 333 bitov.

## Zapis
V desetiškem zapisu:
10.000.000.000.000.000.000.000.000.000.000.000.000.000.000.000.000.000.000.000.000.000.000.000.000.000.000.000.000.000.000.000.000.000